# Hoyerswerda
Hoyerswerda (hornolužickosrbsky Wojerecy, česky zastarale Hojeřice, Vojerce či Vojerec), je velké okresní město na území Horní Lužice, administrativně náležející k německé spolkové zemi Sasko a k zemskému okresu Budyšín. Leží přibližně 35 km jižně od Chotěbuzi, 54 km severovýchodně od Drážďan a 19 km jihovýchodně od Senftenbergu. Má přibližně 31 tisíc obyvatel.

## Historie
První písemná zmínka pochází z roku 1268, kdy je vesnice zmiňována jako Hoyerswerde. Roku 1382 je Hoyerswerda uváděna jako město. Roku 1956 překročil počet obyvatel města 10 000 a svého maxima 71 000 dosáhl v roce 1981. V letech 1989–1994 byla ve městě v provozu nejmladší trolejbusová linka v Německu. V období od 1. ledna 1996 do 31. července 2008 bylo město samostatným statutárním městem, následně bylo začleněno do zemského okresu Budyšín a obdrželo status velké okresní město.

## Přírodní poměry
Hoyerswerda se nachází na severu zemského okresu Budyšín na hranici Horní a Dolní Lužice asi 30 kilometrů severozápadně od okresního města Budyšín. Území je poznamenané povrchovou těžbou hnědého uhlí. Z bývalých lomů byla vytvořena rekultivační jezera náležející k oblasti Lužických jezer, z nichž na území města zasahuje Scheibesee. Městem protéká řeka Schwarze Elster a prochází jím železniční trať Węgliniec–Roßlau.

## Správní členění
Hoyerswerda se dělí na 6 místních částí.
- Bröthen/Michalken (Brětnja/Michałki)
- Dörgenhausen (Němcy)
- Hoyerswerda (Wojerecy)
- Knappenrode (Hórnikecy)
- Schwarzkollm (Čorny Chołmc)
- Zeißig (Ćisk)

## Pamětihodnosti
- zámek Hoyerswerda

## Osobnosti
- Richard Heidan (1893–1947), příslušník Gestapa a SS
- Rainer Nachtigall (* 1941), fotbalista
- Dietmar Hötger (* 1947), judista
- Gerhard Gundermann (1955–1998), písničkář a bagrista

## Galerie

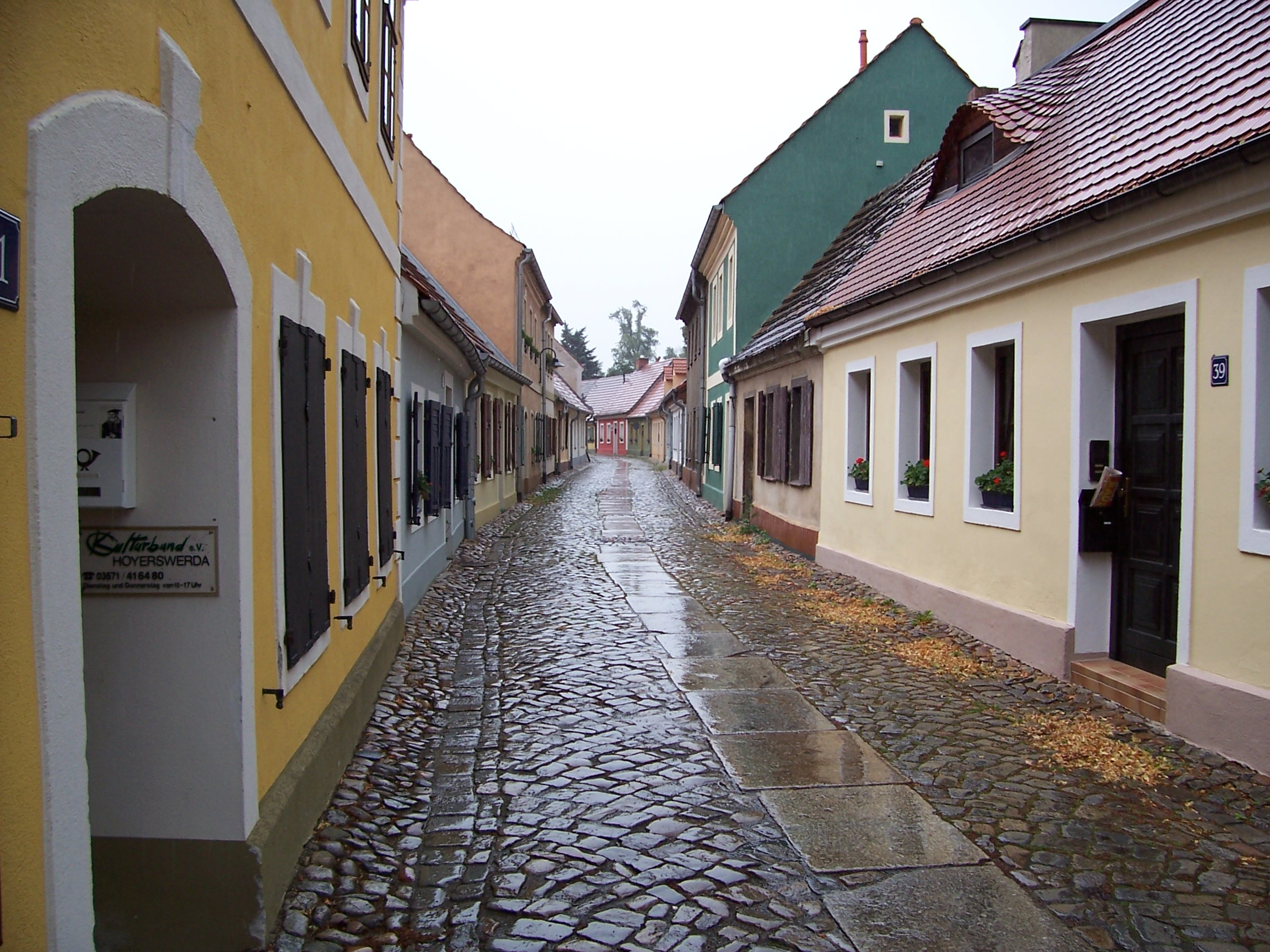
Staré Město
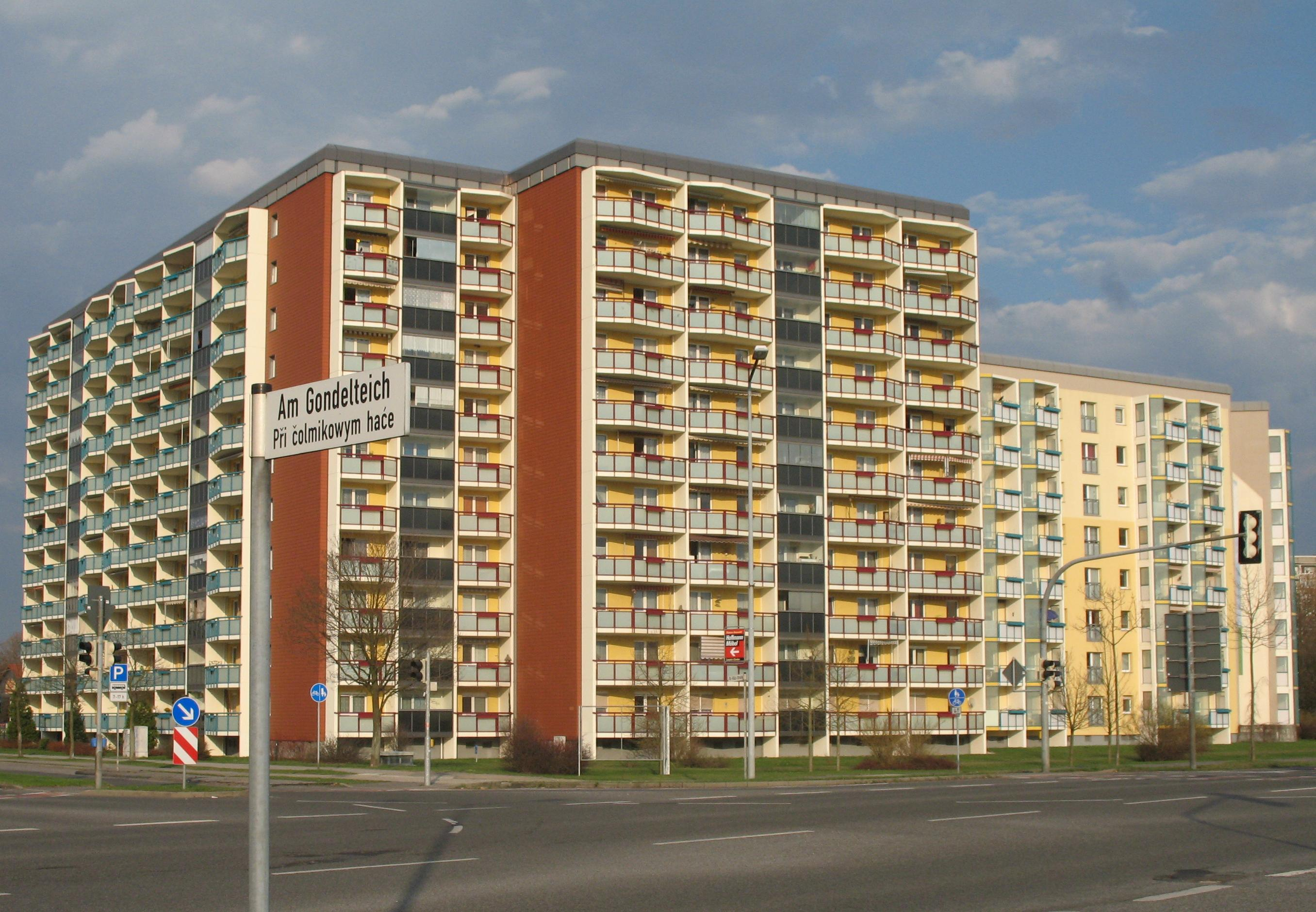
Panelový dům